# Chiesa dell'Adorazione
La chiesa dell'Adorazione, più precisamente dell'Adorazione eucaristica perpetua, è una chiesa cattolica della città di Jesi (AN), nelle Marche.
Sorge sul lato orientale della piazza della Repubblica.

## Storia e descrizione

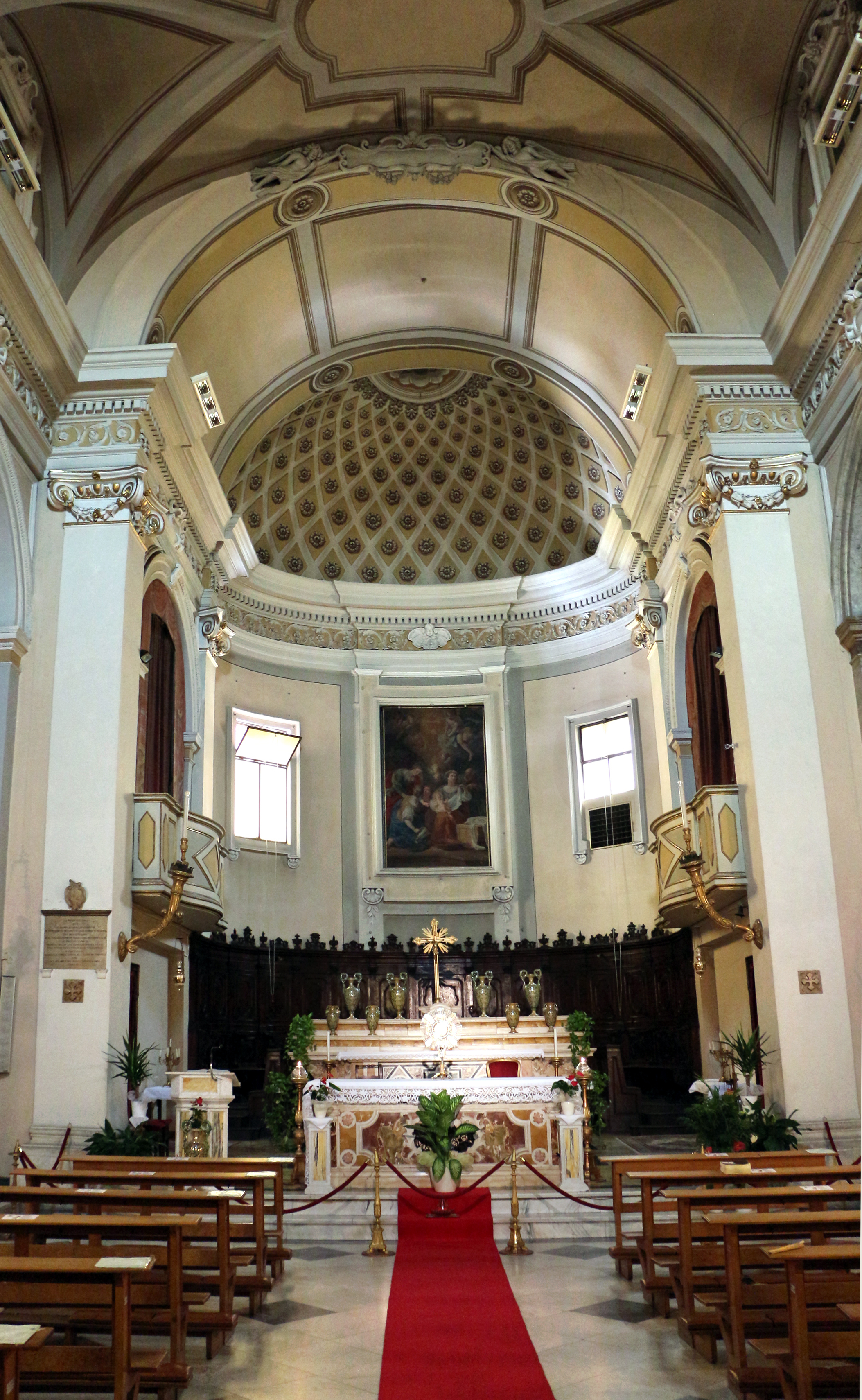
Veduta dell'interno.

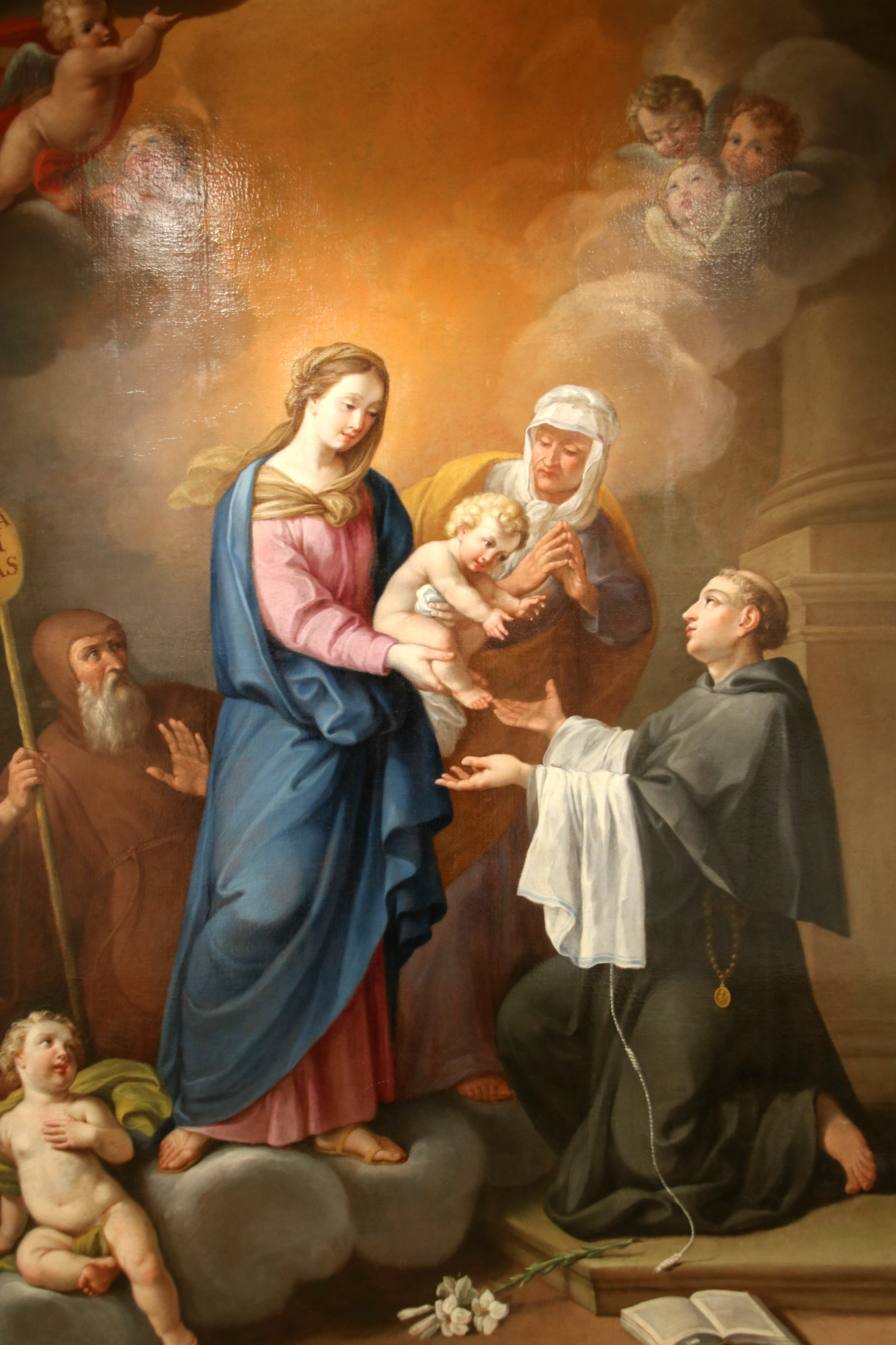
La tela della Madonna e Santi di Domenico Luigi Valeri.

### Origini
In questo luogo, già area, forse militare, davanti all'Arco del Magistrato e alla Rocca Pontelliana (oggi demolita), si impianta, agli inizi del XVI secolo, la Confraternita dei Poveri e della Morte, col compito di assistere i carcerati e seppellire i morti.
La chiesa venne costruita nel 1585 e in seguito dotata di altari barocchi e dei quadri dell'Assunzione della Vergine di Claudio Ridolfi e la Natività di Filippo Bellini. Nel XVII secolo, venne realizzata per la confraternita, una pregiata Croce processionale istoriata su fondo oro raffigurante gli Episodi del Vecchio e del Nuovo Testamento, oggi conservata al Museo diocesano di Jesi.

### L'edificio attuale
Nel 1744 venne elevata a collegiata. Nel 1755 venne ricostruita, più ampia, in stile tardobarocco e dotata di abside e della facciata attuale, in stile neo-rinascimentale. Sul timpano del fronte è la clessidra alata, simbolo della confraternita. Il pittore locale Domenico Luigi Valeri dipinse nel 1742 la pala dell'altar maggiore raffigurante la Nascita di Maria, e la tela della Madonna col Bambino e Santi.
Nel 1861 la collegiata venne abolita e la chiesa rimase alla venerazione del Cristo Morto e dell'Addolorata. Nel 1940 il vescovo Falcinelli la consacrò all'Adorazione perpetua dell'Eucaristia.